# Spanische Sprache auf den Großen Antillen

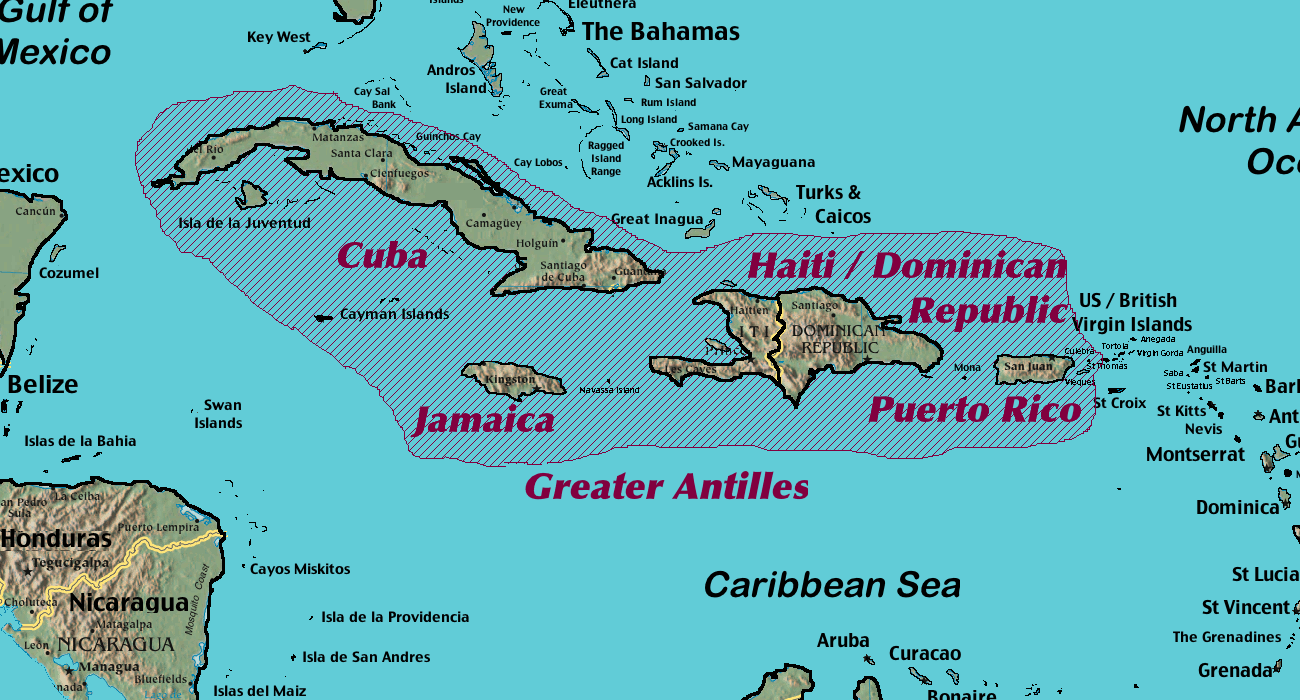
Die Großen Antillen in der Karibik

Die Großen Antillen im amerikanischen Doppelkontinent

Dieser Artikel beschäftigt sich mit der spanischen Sprache auf den Großen Antillen. Diese umfassen die Inseln Kuba, Hispaniola und Puerto Rico, wobei auf Hispaniola nur im östlichen Teil der Insel, der Dominikanischen Republik, generell Spanisch gesprochen wird, im Westen (Haiti) nur von einer kleinen Minderheit. Viele sprachliche Besonderheiten sind auf diesen Inselgebieten sehr ähnlich bzw. identisch, weshalb sie hier zusammengefasst werden. Einige dieser Merkmale beschränken sich nicht ausschließlich auf die Großen Antillen, sondern können auch in nahe liegenden Gebieten der Karibik bis hin zu den karibischen Küstenregionen des Festlandes gebräuchlich sein.
- Kuba: Die circa 11,4 Millionen Bewohner Kubas sprechen Spanisch, das als offizielle Landessprache durch Artikel 2 der Verfassung von 1992 festgelegt ist.[1]
- Haiti: Amtssprachen in Haiti sind Creol und Französisch. Es gibt in Haiti jedoch bedeutende Minderheiten, die Spanisch entweder als Muttersprache oder als Fremdsprache sprechen. Die Gruppe der Muttersprachler besteht hauptsächlich aus Etwa 200 bis 250 tausend Personen mit haitianischen Wurzeln, die im Zuge des Antihaitianismo ihre Dominikanische Staatsbürgerschaft verloren haben und nach Haiti ausgewiesen wurden. Die Gruppe der in Haiti lebenden Einwohner, die Spanisch als Fremdsprache sprechen, umfasst hauptsächlich die Bevölkerung im Bereich der Grenze zur Dominikanischen Republik, sowie haitianische Gast- und Wanderarbeiter.
- Dominikanische Republik: Von den 9,7 Millionen Einwohnern sprechen fast alle Spanisch. Es ist jedoch nicht als offizielle Sprache in der Verfassung festgelegt.[2]
- Puerto Rico: In der Verfassung von 1952 wurde keine offizielle Sprache genannt, jedoch mussten Parlamentsmitglieder Spanisch und Englisch lesen und schreiben können. Jetzt sprechen die etwa vier Millionen Einwohner von Puerto Rico Spanisch und Englisch. Im Jahr 1991 wurde Spanisch zur Staatssprache erklärt, zwei Jahre später dann auch Englisch. Als Muttersprache der meisten gilt jedoch Spanisch, bei nur etwa zwei Prozent gilt Englisch als Muttersprache.[2]

## Geschichtlicher Überblick

### Die Karibik vor den Konquistadoren

Verteilung der indigenen Völker auf den Antillen zur Zeit der Ankunft von Kolumbus

Bevor die Europäer die Karibik entdeckten, lebten dort viele verschiedene Völker. Eine der ältesten Bevölkerungsgruppen waren wahrscheinlich die Ciboneyes, welche zwischen 10 000 und 8000 v. Chr. aus dem Norden über Florida auf die karibischen Inseln kamen. Die größte und stärkste Gruppe wurde später durch die Taíno gebildet, welche zu der Sprachfamilie der Aruak gehörten. Ihr Hauptsiedlungsgebiet war Hispaniola. Ursprünglich kamen sie jedoch vom lateinamerikanischen Festland (Region des Orinoko) und erreichten im Jahr 1000 bis 1200 n. Chr. viele verschiedene Inseln der Großen- und Kleinen Antillen.

### Eroberung durch Kolumbus
Die Expansion der Spanier über den Atlantik begann im Jahr 1492. Zu dieser Zeit herrschten in Spanien die Katholischen Könige Isabella von Kastilien und Ferdinand von Aragón. Das Jahr 1492 war geprägt von vielen Ereignissen, die die spanischen Königreiche stärkten und somit die Ausbreitung der spanischen Sprache in Lateinamerika begünstigten.
Zu Beginn des Sprachkontaktes und der Verbreitung der spanischen Sprache in Lateinamerika stand die Schiffsreise von Christoph Kolumbus. Am 17. April 1492 schlossen die katholischen Könige einen Vertrag mit dem aus Genua stammenden Seefahrer. Er sollte eine verkürzte Handelslinie nach Indien finden und dabei neu entdeckte Inseln und Länder für die spanische Krone in Besitz nehmen.
Am 27. Oktober 1492 erreichte Kolumbus nicht Indien, sondern Kuba, die größte Insel der Großen Antillen. Von dort an breiteten sich die Europäer über den gesamten südlichen Teil des amerikanischen Kontinents aus. Die neu eroberten Landflächen in Zentral- und Südamerika wurden zwischen Portugal und Spanien im Vertrag von Tordesillas im Jahr 1494 aufgeteilt. Dabei ging der größte Teil an das spanische Königreich, weshalb sich später in den meisten ehemaligen Kolonien Spanisch als Amtssprache durchsetzte.

### Sklavenimport
Kurz nach der Expansion der Europäer nach Amerika begann auch der dortige Sklavenhandel. Nachdem die Eroberer bereits die indigenen Völker zu Teilen als Arbeitssklaven eingesetzt hatten, begannen sie, Sklaven von außerhalb zu importieren. Die Massensklaverei nahm ihren Anfang in der Karibik. Besonders davon betroffen waren die Inseln Jamaika, Hispaniola, Puerto Rico und Kuba. Die aus Afrika stammenden Sklaven wurden in der Karibik von den Kolonialmächten Spanien, Portugal, Großbritannien, Frankreich, Holland und Dänemark hauptsächlich zur Arbeit in der Landwirtschaft eingesetzt. Im Zentrum stand dabei die Zuckerrohrproduktion, welche von 1680 bis 1886 ihren Höhepunkt hatte.

## Sprachliche Einflüsse

### Theorien zur Beeinflussung der spanischen Varietät auf den Großen Antillen
Zur Ausbildung der sprachlichen Besonderheiten gibt es verschiedene Positionen:
- einerseits, dass das amerikanische Spanisch und dessen Besonderheiten sich selbständig und unabhängig von Dialekten des spanischen Festlandes entwickelt haben,
- andererseits wird auch behauptet, das amerikanische Spanisch wurde durch die Sprache der unteren sozialen Schichten der Spanier, welche bei der Eroberung Amerikas die Mehrheit bildeten, geprägt,
- des Weiteren existiert die Meinung, es wurde durch regionale Besonderheiten der Varietäten in Spanien beeinflusst.

Am häufigsten diskutiert wurde aber die Annahme, dass das amerikanische Spanisch durch regionale Besonderheiten des andalusischen Dialekts beeinflusst wurde, da sich in der amerikanischen sowie in der andalusischen Varietät viele Gemeinsamkeiten finden lassen.
Zur andalusischen Varietät
Im Jahr 1492 bildeten sich in Spanien aufgrund der historischen Ereignisse zwei Hauptvarietäten des Kastilischen heraus:
- in Zentral- und Nordspanien die kastilische Varietät,
- in Südspanien und auf den Kanaren eine andalusische Varietät, die auf dem Kastilischen basiert.[11]

Das amerikanische Spanisch wurde Anfang des 16. Jahrhunderts durch die spanischen Varietäten des Andalusischen und Kanarischen geprägt, da von dort die Schiffe nach Amerika starteten. Das Spanisch aus Andalusien und den Kanaren, das mit den Einwandern nach Amerika kam, wird auch atlantisches Spanisch genannt. Daraus entwickelt haben sich verschiedene Varianten, die bis heute von der Mehrheit der spanischsprachigen Welt zur Kommunikation verwendet werden.
Das kastilische Spanisch hat jedoch durch sein historisches Prestige, z. B. durch das Verfassen der ersten kastilischen Grammatik durch Nebrija, immer noch einen maßgebenderen Einfluss und wird daher nicht durch die Sprecherzahl beeinflusst.

### Indigene Einflüsse
Als die Konquistadoren die Großen Antillen erreichten, lebten dort hauptsächlich die Taíno.
Dieses indigene Volk hatte keine Schriftkultur, und ihre Sprache Taíno, welche der Sprachfamilie der Aruak angehörte, wurde mit ihnen verdrängt und fast ausgelöscht. Einige kulturelle Praktiken und viele Begriffe z. B. Ortsnamen, Bezeichnungen der für die Konquistadoren neuartigen Pflanzen, Namen fremder Nahrungsmittel usw., wurden von den Eroberern übernommen, da sie im Kastilischen keine Worte dafür hatten.

### Einflüsse afrikanischer Sprachen
Der Sklavenimport aus Afrika in die Karibik begann mit den europäischen Eroberern und hielt bis ins 19. Jahrhundert an. Es war den Sklaven untersagt, ihre Sprachen öffentlich zu benutzen. Später wurde im sogenannten „Código Carolíneo Negro“ von 1794 die geringere Wertschätzung der afrikanischen Herkunft gesetzlich festgelegt sowie die weiße Herkunft glorifiziert. So wurde z. B. Schwarzen und Mulatten der ersten Generation die Bildung untersagt.
Jedoch lassen sich auch heute noch viele Spuren der afrikanischen Kultur und Sprache finden, da diese trotz Unterdrückung bis heute erhalten worden sind. Da der Sklavenimport in den karibischen Regionen unterschiedlich intensiv war, prägte sich die afrikanische Kultur und Sprache ungleichmäßig aus.

#### Kuba
In Kuba war der Sklavenhandel im Vergleich zu den Nachbarinseln besonders groß. In weniger als einem Jahrhundert wurden Millionen Sklaven nach Kuba transportiert. Anfang des 16. Jahrhunderts waren 40 % der kubanischen Bevölkerung aus Afrika stammende Sklaven. Es wurden viele kulturelle Bräuche und Wörter aus Afrika überliefert, sowie die afrikanische Religion Yoruba bzw. der durch das Vermischen mit dem Christentum resultierende Synkretismus Santería. Diese Religionen werden auch heute noch in Kuba praktiziert. Bis ins 20. Jahrhundert sprachen die noch in Afrika geborenen Bewohner Kubas ein Pidgin mit afrikanischen und spanischen Elementen. Einige der afrikanischen Wörter wurden dadurch bis heute am Leben erhalten. Während des 19. Jahrhunderts gab es auf Kuba einige Arbeiter aus Curaçao. Sie brachten das spanisch-afrikanische Kreol Papiamentu nach Kuba, welches sich mit den bereits bestehenden Sprachen der Afro-Kubaner vermischte.

#### Dominikanische Republik
Der Sklavenhandel war auf Hispaniola weniger intensiv als auf den Nachbarinseln Kuba und Puerto Rico. Der Import der Sklaven sowie der Zuckerrohranbau wurde durch die Haitianische Revolution, die in der französischen Kolonie Saint-Domingue (heute Haiti) durch Sklavenaufstände ausgelöst wurde, stark verringert. Neben Spanisch gelten die afrikanischen Sprachen als wichtigster Einfluss auf das heutige dominikanische Spanisch. Im Vergleich zu Kuba und Puerto Rico gehen die Wurzeln der afrikanischen Sprache durch die frühere Beendigung des Sklavenhandels etwas weiter zurück, weshalb sich heute nicht mehr sehr viele Afrikanismen in der Varietät der Dominikanischen Republik finden lassen.

#### Puerto Rico
Der Sklavenimport und die Zuckerrohrproduktion begannen in Puerto Rico im späten 18. Jahrhundert. Es wurden neben den afrikanischen Sklaven viele Sklaven und freie Schwarze von den karibischen Nachbarinseln nach Puerto Rico gebracht. Viele aus Haiti Kommende sprachen daher ein französisches Kreol und andere, welche aus Curaçao kamen, Papiamentu. In dieser Zeit bildeten die Afrikaner und ihre Nachkommen die Mehrheit der Bevölkerung in Puerto Rico. Durch die starke Präsenz afrikanischer Sprachen sind viele Afrikanismen bis heute erhalten geblieben.

### Weitere Besatzer oder Immigranten und deren sprachliche Einflüsse

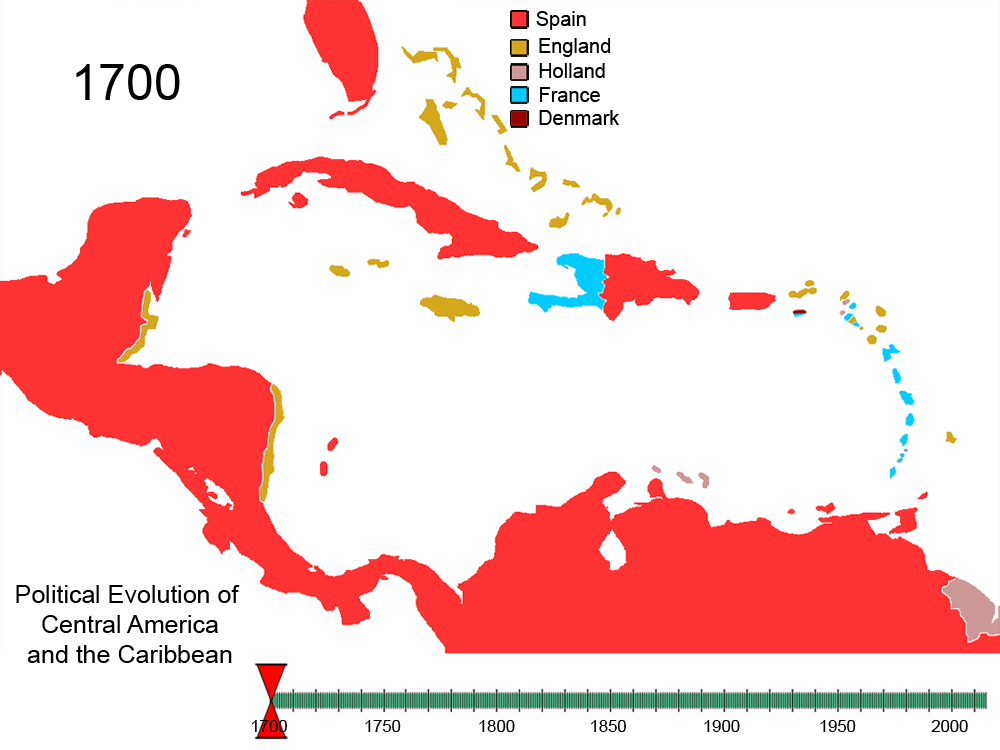
Kolonialmächte in der Karibik um 1700

#### Kuba
In Kuba gab es neben den spanischen Eroberern auch viele Immigranten aus anderen Ländern. So wurde zum Beispiel 1762 die Insel für ein Jahr von den Engländern besetzt und eingenommen. Auch viele französische Plantagenbesitzer siedelten sich auf Kuba an.
Neben den Einwanderern vom spanischen Festland kamen Ende des 19. Jahrhunderts viele Immigranten von den Kanarischen Inseln. Ihre sprachlichen Einflüsse auf das kubanische Spanisch trugen stark zur Festigung des Dialekts bei. Als sich 1898 Spanien und die USA im Krieg befanden, war die Hälfte der weißen Einwohner Kubas noch in Spanien geboren. Das kubanische Spanisch hat daher im Vergleich zu anderen lateinamerikanischen Dialekten eine hohe europäische Komponente.
Vor dem Spanisch-Amerikanischen Krieg waren die USA Kubas größter Handelspartner. Daher ist auch der Einfluss der USA auf Kuba nicht unwesentlich. Es entstanden einige Anglizismen, die auch heute noch in Kuba verwendet werden.
Vom 19. bis 20. Jahrhundert migrierten außerdem hunderttausende Chinesen nach Kuba, welche nach der Abschaffung der Sklaverei die fehlenden Arbeitskräfte ersetzen. Es entstanden chinesische Gemeinden, in denen sie ihre Sprache und Kultur beibehielten, jedoch auch am kubanischen Leben teilnahmen. Mit der kubanischen Revolution verließen die meisten Kuba jedoch wieder und hinterließen keine markanten sprachlichen Spuren.

#### Dominikanische Republik
Während des 18. Jahrhunderts sandte Spanien viele Bewohner der Kanarischen Inseln nach Hispaniola. Sie siedelten sich besonders in ländlichen Gebieten im Westen der Insel und in den Städten an. Sie wurden geschickt, um den Einfall der Franzosen auf die Insel aufzuhalten. Diese Einwanderungswelle von den kanarischen Inseln trug zur Festigung des Spanisch in der dominikanischen Varietät bei. Die Franzosen setzten sich dennoch durch und beschlagnahmten zuerst den westlichen Teil der Insel, welcher heute den Namen Haiti trägt. Etwas später stand die gesamte Insel unter französischer Kontrolle. In der Region des heutigen Haiti entwickelte sich ein französisch-afrikanisches Kreol, was auch heute in den Grenzgebieten der Dominikanischen Republik gesprochen wird.
Über die Jahre versuchten die dominikanischen Führer sich wieder Spanien oder den Vereinigten Staaten anzugliedern, um nicht mehr unter französischer Kontrolle zu sein. 1861 waren sie dann wieder unter spanischer Herrschaft. Es kamen erneut viele spanische Siedler auf die Insel. Von 1899 bis 1924 war die Dominikanische Republik unter Kontrolle der Vereinigten Staaten. Es ist anzunehmen, dass diese Besetzung die noch heute verwendeten Anglizismen bereits beeinflusste.

#### Puerto Rico
Wie im Falle Kubas und der Dominikanischen Republik wurden durch die Eroberung viele spanische Siedler nach Puerto Rico gesandt. Lange Zeit war besonders der Handel mit den Kanarischen Inseln von Bedeutung. Dies war bedeutungsvoll für die Entwicklung und Durchsetzung des Spanischen.
Seit 1898 wurde das Spanische in Puerto Rico sehr stark durch das Englische der Vereinigten Staaten beeinflusst. Puerto Rico wird auch heute noch von den Vereinigten Staaten verwaltet und die offiziellen Staatssprachen sind dadurch Spanisch und Englisch. Trotz beider Staatssprachen ist Puerto Rico nicht bilingual. Gesprochen wird hauptsächlich Spanisch. Dennoch haben sich viele Anglizismen durchgesetzt, welche heute noch verwendet werden.

## Sprachliche Besonderheiten
Hier handelt es sich um die aktuellen Besonderheiten der spanischen Sprache auf den Großen Antillen. Dargestellt werden die wichtigsten Eigenschaften, die sich heutzutage in der Sprache finden lassen. Einzelheiten zu den jeweiligen Ländern sind in den folgenden Hauptartikeln zu finden:
- Kubanisches Spanisch
- Dominikanisches Spanisch
- Puerto-ricanisches Spanisch

### Phonetik/Phonologie
Die Phonetik und Phonologie beinhaltet die wohl wichtigsten Eigenschaften zur Bestimmung eines Dialekts oder der Zugehörigkeit zu sozialen Gruppen. Durch unterschiedliche Realisierung der Grapheme kann der Dialekt der Großen Antillen von anderen unterschieden werden. Zwar können andere Dialekte des Spanischen ähnliche Eigenschaften besitzen, jedoch macht die Gesamtheit dieser einen Dialekt aus. Der Großteil der phonetischen Merkmale ist von den Dialekten der spanischen Eroberer herleitbar, aber ein Teil auch durch andere Kontaktsprachen.
- Yeísmo

Yeísmo ist ein typisches Merkmal verschiedener spanischer Dialekte, z. B. beim Andalusischen, wie auch der Varietät, die in der Karibik gesprochen wird. Dies bedeutet den Zusammenfall der Phoneme /ʎ/ (Aussprache von <ll>) und /ʝ/ (Aussprache von <y>) zu /ʝ/. Ein Beispiel dafür sind die Formen des Pretérito Indefinido von caerse (dt. „fallen“) und callarse („verstummen“, „schweigen“): él se cayó wird genauso ausgesprochen wie él se calló, womit die Bedeutung aus dem Kontext erschlossen werden muss.
- Seseo

Der Seseo ist im Allgemeinen in Lateinamerika weit verbreitet, so auch in der karibischen Region. Dabei wird kein Unterschied zwischen der Aussprache von <s>, <c> und <z> gemacht, die alle als [s] realisiert werden. Im Kastilischen würde man einen Unterschied zwischen den Worten caza [caƟa] (dt. „Jagd“) und casa [casa] („Haus“) hören, was beim Seseo nicht der Fall ist.
- Aspiration von <j>, <g> und <x>

Die Grapheme <j>, <g> und <x> werden im Kastilischen als [x] ausgesprochen, wie das <ch> im deutschen Wort „Achtung“. In Kuba, der Dominikanischen Republik und Puerto Rico werden diese Grapheme allerdings entweder aspiriert (gehaucht) oder glottalisiert – das heißt, die Glottis (Stimmritze) wird bei der Lautbildung verengt, was mit einem im Deutschen stärker ausgesprochenen <h> vergleichbar ist – oder in einigen Fällen gar vollständig weggelassen.
- Teilweise Deaffrizierung von /tʃ/ zu /ʃ/

Deaffrizierung beschreibt die Reduzierung einer Affrikaten. Eine Affrikate beschreibt einen Laut, der durch eine homogene Bildung von zwei Lauten entsteht, von denen der erste ein Verschlusslaut und der zweite ein Reibelaut ist. Im Gebiet der Großen Antillen im Speziellen wird damit der Prozess der Entwicklung von der Affrikate /tʃ/ (Aussprache von <ch> wie in chispa, dt. Funke) zu einem Frikativ /ʃ/ beschrieben. Dieser Prozess findet allerdings nicht immer vollständig statt, das heißt, der Laut /tʃ/ wird etwas vereinfacht und weniger deutlich ausgesprochen. Nur manchmal entwickelt er sich zu einem /ʃ/ wie in „Schokolade“.
- Velarisierung von /n/

In allen drei Ländern wird der Konsonant /n/ velarisiert, das heißt die Zunge verschiebt sich bei der Lautbildung weiter nach hinten in Richtung Velum (weicher Gaumen). Das passiert v. a. bei <n> am Wortende. Dabei wird z. B. das Wort sartén (dt. „Pfanne“) nicht mit [n] am Ende ausgesprochen, sondern mit ŋ – [sarteŋ]. In Puerto Rico findet dieser Prozess seltener statt und meist nur bei konjugierten Verben (z. B. ellos tienen, dt. „sie haben“), wobei das <n> auch komplett wegfallen kann. In der Dominikanischen Republik wird /n/ auch vor nicht velaren Folgekonsonanten velarisiert oder sogar elidiert, also ganz ausgelassen.
- Desonorisierung von /r/

Desonorisierung von /r/ bedeutet, dass der eigentlich stimmhafte alveolare Vibrant /r/ als stimmlos ausgesprochen wird. Dies passiert häufig auf den Großen Antillen bei dem Doppelkonsonanten <rr>. Meist wird der Laut präaspiriert, was mit dem phonetischen Zeichen [hř] dargestellt wird. So wird das spanische Wort perro (dt. „Hund“) in dem Großteil der Karibik [pehřo] ausgesprochen. In Puerto Rico allerdings kann /rr/ auch nicht vibrierend ausgesprochen werden. Es wird teilweise velarisiert und als [x] wie bei „ach“ im Deutschen oder wie ein deutsches /r/ [R] ausgesprochen, was durch die Immigration von Franzosen am Anfang des 19. Jahrhunderts begründet werden könnte.
- /r/ und /l/ betreffende Phänomene

Die Neutralisation von /r/ und /l/ ist ein häufiger Lautwandelprozess auf den Großen Antillen. Dabei wird der Mischlaut [ɹ] der beiden Phoneme gebildet, der vor allem in Kuba, Puerto Rico, der Dominikanischen Republik, aber außerdem auch in Kolumbien und Venezuela verbreitet ist. Jedoch wird <r> v. a. am Wortende häufiger neutralisiert als /l/, da letzteres Phonem resistenter gegen Veränderungen ist. Bei diesem Lautwandelprozess gibt es regionale und soziale Unterschiede. Diese Aussprache von <r> als /l/ wird öfter von Menschen niedrigerer Bildungsklassen und in ländlichen Gebieten verwendet und kann bis zum Vertauschen von Vibrant /r/ und Lateral /l/ führen. So wird z. B. in Kuba die Koseform mi amor zu „mi amol“ (dt. „meine Liebste/mein Liebster“). Das Phänomen der Neutralisierung der beiden Laute gibt es in Spanien bereits seit dem 10. Jahrhundert, und es wurde folglich wohl durch die Spanier in der Zeit der Kolonisierung zu den Großen Antillen gebracht. Doch dieser Laut hat sich Forschungen zufolge auch durchgesetzt, weil ein ähnliches Phänomen in den Kontaktsprachen der afrikanischen Länder existierte, wo oft kein Unterschied zwischen [r] und [l] gemacht wird.
In der Dominikanischen Republik kommt es vermehrt auch zu Elision von /l/ und /r/ am Wortende, was bedeutet, dass die Laute gar nicht ausgesprochen werden. Andere Phänomene in genanntem Land sind Aspiration [h], Nasalisierung (z. B. wird virgen (dt. „Jungfrau“) dann vingheng [viŋheŋ] ausgesprochen), oder Vokalisierung, bei dem der Lateral /l/ in Richtung [i] umgewandelt wird, z. B. wird algo (dt. „etwas“) dann zu [aigo]. In der kubanischen Provinz ist v. a. Gemination sehr verbreitet, das heißt, Verdopplung der Laute. So wird aus algo [aggo] oder jerga (dt. „Jargon“) [hegga].
- Aspiration oder Elision von /s/

Am Silben- und Wortende wird /s/ auf den Großen Antillen fast immer aspiriert oder fällt sogar weg. Das sieht man sehr gut an den Verben ser und estar (dt. „sein“), die zu Formen wie [eh], [e(s)] für es, [(es)tá], [ehtá] für está oder [(es)taba] für estaba reduziert werden, wie z. B. tú ta hablando, wodurch auch morphologische Folgen entstehen (→ Morphologie).
In der Dominikanischen Republik ist dieses Aussprachephänomen in allen sozialen Schichten verbreitet. Dies führte zu einer phonologischen Umstrukturierung durch Hyperkorrektur, wobei das „verloren gegangene /s/“ wieder eingesetzt wird, allerdings auch in Worte, die vorher gar kein /s/ enthielten. Für diese Hyperkorrektur entstand die humoristische Bezeichnung „hablar fisno“ für hablar fino (dt. „sich gewählt ausdrücken“).
- Abschwächung oder Elision von intervokalischem /d/

Intervokalisch, also zwischen Vokalen, wird /d/ abgeschwächt oder gar nicht gesprochen. Am häufigsten passiert dies in Partizipendungen mit -ado wie in bailado (dt. „getanzt“), was dann [bailao] ausgesprochen wird. In Kuba und der Dominikanischen Republik kommt dies auch bei der Bildung von Substantiven und Adjektiven vor, so wird dedo („Finger“) zu [deo].

### Morphologie
- Das spanische Personalpronomen vosotros (dt. „ihr“) wird auf den Großen Antillen nicht mehr verwendet und durch die Höflichkeitsform im Plural ustedes („Sie“) ersetzt.[32]
- Als familiäre Anredeform ist, gegensätzlich zu anderen Teilen Lateinamerikas, nur tú („du“) gebräuchlich,[33] wobei dieses Pronomen in Kuba auch in Situationen verwendet wird, in denen die Höflichkeitsform usted („Sie“) angebrachter wäre.[34]
- Der Voseo wird im Gegenteil zu vielen Regionen Lateinamerikas aktuell nicht verwendet.[33] Sein Gebrauch wurde jedoch zu kleinen Teilen in früheren Zeiten Kubas nachgewiesen.[34]
- Diminutivformen sind auf den Großen Antillen sehr verbreitet. Am häufigsten werden Diminutive nach /t/ oder /d/ gebildet.[34] So werden viele Substantive oder Adjektive verniedlicht zu Formen wie:

ratico („ein Weilchen“) von un rato („eine Weile“)
perrito („Hündchen“) von un perro (d„Hund“)
chiquitico („winzig klein“) als doppelter Diminutiv von chiquito bzw. chico („klein“)
está lejito(s) („es ist etwas weit weg“) von estar lejo(s) („weit weg sein“), wobei das /s/ aspiriert oder nicht mitgesprochen wird
Auch werden Namen von Personen sehr oft mit Diminutiv ausgedrückt. „Laura“ wird dann zu „Laurita“, oder „Jorge“ zu „Jorgito“.
- Durch die Aspiration oder Elision von /s/ geht das Erkennungsmerkmal des Verbs der 2. Person Singular (tú – „du“) verloren. Das heißt, man kann die Verbformen im Singular teils nicht voneinander unterscheiden.[35]

yo tenía („ich hatte“)
tú tenia(s) („du hattest“)
él tenía („er hatte“)
Bei diesem Beispiel werden dann in der Verbform 1., 2., 3. Person Singular Imperfecto gleich ausgesprochen und sind nur noch mit dazugehörigem Personalpronomen oder aus dem Kontext eindeutig erschließbar.

### Syntax
- Das Kastilische verlangt normalerweise bei einer Transformation eines Deklarativsatzes in einen Interrogativsatz, d. h. einer Aussage zu einer Frage, eine Inversion von Subjekt und Verb, was aber in den Varietäten der drei karibischen Hauptinseln in einigen Fällen nicht umgesetzt wird.[36][37] Auf den Großen Antillen ist es nicht üblich, die Wortreihenfolge eines Fragesatzes mit Subjektpronomen zu invertieren, also wird die Satzgliedreihenfolge Subjekt-Verb-Objekt beibehalten.

z. B. ¿Qué tú quieres? („Was willst/möchtest du?“)
In Kuba kann einem Satz schnell ein aggressiver oder herausfordernder Ton hinzugefügt werden, wenn man Verb und Subjektpronomen vertauscht.
- Durch konjugierte Verbindungen sind in der kastilischen Varietät Subjektpronomen überflüssig, werden aber auf den Großen Antillen fast immer mitgesprochen, v. a. yo, tú und usted.[33] Das könnte auch eine Konsequenz davon sein, dass die Endung -s, das häufige Erkennungsmerkmal der 2. Person Singular, nicht ausgesprochen wird und dadurch mehr Klarheit in der Überbringung des Inhalts geschaffen wird.

z. B. Tú no me vas a creer que yo escribí un atrículo para Wikipedia.
(„Du wirst mir nicht glauben, dass ich einen Artikel für Wikipedia geschrieben habe.“)
- Personalpronomen werden oft als vorangestellte lexikalische Subjekte vor einem Infinitiv verwendet, was vor allem durch das Wort para („um“, „für“, „zu“) ausgelöst wird. Obwohl para oft den Subjuntivo des darauffolgenden Verbs verlangt, bleibt das Verb mit vorangestelltem lexikalischen Subjekt im Infinitiv.[34]

z. B. ¿Qué tú me recomiendas para yo entender la lingüística? („Was empfiehlst du mir damit ich Linguistik besser verstehe?“)
Para yo hacer eso necesitaré más tiempo. („Um das zu machen brauche ich mehr Zeit.“)

### Lexik

#### Typische Ausdrücke
Im Allgemeinen kann man sagen, dass der lexikalische Vergleich der Varietäten der drei spanischsprachigen Länder auf den Großen Antillen sehr schwierig ist, da es nur sehr wenige Wörter gibt, die in allen Regionen mit der gleichen Bedeutung verwendet werden. Im Folgenden sind einige Beispiele aufgeführt. Die Wörter die fett markiert sind, sind Lexeme, die in allen drei Ländern verwendet werden. Die Wörter in kursiv werden jeweils nur in zwei der Länder verwendet. Normal gedruckte Wörter kommen nur in dem entsprechenden Land vor.

##### Kubanisches Spanisch
| Kubanisches Spanisch | Standard-Spanisch                                                           | Deutsch                                                                   |
| -------------------- | --------------------------------------------------------------------------- | ------------------------------------------------------------------------- |
| bodeguero/bodeguera  | tendero/tendera (bodeguero/a bezieht sich in Spanien nur auf Weinverkäufer) | Lebensmittelhändler/in                                                    |
| chévere              | estupéndo, buenísimo                                                        | super, toll                                                               |
| chiringa             | cometa                                                                      | Drachen (Kinderspielzeug)                                                 |
| chofe                | chofer/chófer                                                               | Chauffeur                                                                 |
| la farandula         | gente fiestera                                                              | Menschen, die sehr viel ausgehen und auch das Geld dazu haben             |
| fruta bomba          | papaya                                                                      | Papaya                                                                    |
| guagua               | autobús                                                                     | Bus                                                                       |
| guajiro/guajira      | campesino/campesina                                                         | Bauer/Bäuerin                                                             |
| gringo               | estadounidense, canadiense                                                  | Nordamerikaner/in, oder allgemein: Mensch englischsprachiger Herkunft     |
| habichuela           | judía verde                                                                 | grüne Bohnen                                                              |
| jaba                 | bolsa (de plástico)                                                         | Plastikbeutel                                                             |
| jevo/jeva (col.)     | novio/novia                                                                 | Freund/in (Partner/in)                                                    |
| jimaguas             | gemelos                                                                     | Zwillinge                                                                 |
| jinetear             | –                                                                           | (verbotene) Geschäfte mit Ausländern machen, um Devisen (CUC) zu erhalten |
| jinetero/jinetera    | –                                                                           | Prostituierte/r, der/die sich ihre Klienten v. a. unter Ausländern sucht  |
| máquina              | coche                                                                       | Auto                                                                      |
| el/la yuma           | el extranjero/la extranjera                                                 | Ausländer/in                                                              |

##### Dominikanisches Spanisch
| Dominikanisches Spanisch | Standard-Spanisch          | Deutsch                                                           |
| ------------------------ | -------------------------- | ----------------------------------------------------------------- |
| busú                     | mala suerte                | Unglück, Pech                                                     |
| chévere                  | estupéndo, buenísimo       | super, toll                                                       |
| china                    | naranja                    | Süßorange                                                         |
| cocoro/cocolo            | –                          | Schwarze/r, (englischsprachige) Person von den östlichen Antillen |
| guagua                   | autobús                    | Bus                                                               |
| gringo                   | estadounidense, canadiense | Nordamerikaner, oder allgemein englischsprachiger Herkunft        |
| habichuela               | judía roja                 | rote Bohne                                                        |
| jevo/jeva (col.)         | novio/novia                | Freund/in (Partner/in)                                            |
| mangú                    | –                          | Gericht mit zerdrückten Kochbananen                               |
| zafacón                  | cubo de basura             | Müllkorb                                                          |

##### Puerto-ricanisches Spanisch
| Puerto-ricanisches Spanisch | Standard-Spanisch              | Deutsch                                                    |
| --------------------------- | ------------------------------ | ---------------------------------------------------------- |
| ¡Ay Bendito!                | ¡Ay Diós!                      | Oh mein Gott!                                              |
| bizcocho                    | pastel                         | Kuchen                                                     |
| chévere                     | estupéndo, buenísimo           | super, toll                                                |
| china                       | naranja                        | Süßorange                                                  |
| chiringa                    | cometa                         | Drachen                                                    |
| guagua                      | autobús                        | Bus                                                        |
| gringo                      | estadounidense, canadiense     | Nordamerikaner, oder allgemein englischsprachiger Herkunft |
| habichuela                  | judía roja                     | rote Bohne                                                 |
| jevo/jeva (col.)            | novio/novia                    | Freund/in (Partner/in)                                     |
| matrimonio                  | (matrimonio auf Spanisch: Ehe) | Gericht mit Reis und roten Bohnen                          |
| pastel                      | –                              | Pastete aus zerdrückten Kochbananen                        |
| zafacón                     | cubo de basura                 | Müllkorb                                                   |

#### Indigenismen
Das Volk der Taíno lebte auf den Antillen verteilt. Die meisten Entlehnungen aus ihrer Sprache sind Ortsnamen und Natur oder Alltag betreffende Begriffe.
ají (eine Art Paprika – oder Pfefferpflanze)
bohío (dt. Strohhütte)
canoa (Kanu)
ceiba (Kapokbaum)
Cuba (Kuba)
guayaba (Guave)
hamaca (Hängematte)
huracán (Orkan)
maíz (Mais)
mamey (Große Sapote)
maní (Erdnuss)
papaya (Papaya)
yuca (Maniok)

#### Afrikanismen
Durch den Sklavenimport der Kolonialmächte kamen Begriffe aus Afrika in die Großen Antillen. Heutzutage sind davon die meisten Begriffe in den Bereichen der Religion, Musik, Tänzen und Natur erhalten. Auch kann man die arabischen Einflüsse in die spanische Sprache als Afrikanismen bezeichnen, jedoch wurden diese Wörter schon eher auf der iberischen Halbinsel geprägt und sind nicht ausschließlich typisch für die Varietät der Großen Antillen. Hier einige kubanische Beispiele, die aber wahrscheinlich auch in Puerto Rico und der Dominikanischen Republik aufgrund der Existenz der gleichen Religionen afrikanischer Herkunft gebräuchlich sind.
abakuá (dt. Abakuá)
aché (verwendet in Gesängen und Zeremonien der Religion Yoruba, bedeutet „alles Gute“ – Kraft, Glück, Energie, Macht etc.)
babalao/babalawo (Priester der Religion Yoruba und Santería)
batá (Trommelinstrument)
bembé (Bezeichnung für Trommelrhythmus)
bongó (Trommelinstrument)
chévere (super, toll)
conga (Trommelinstrument)
guarapo (Zuckerrohrsaft)
mambo (Mambo, Tanz)
malanga (Aronstabgewächs, dessen Knollen essbar sind)
ñáñigo (Mitglied der Abakuá)
oricha (Orisha, Gott der Religion Yoruba)
→ Namen der Orishas: Yemayá, Oggún, Obatalá, Changó, Ochún, Orula usw.
timba (Timba: Trommelinstrument, seit den 1990ern auch Name für Musikstil)

#### Anglizismen
Durch die gegenwärtige Präsenz des Englischen in der Welt sind auch in das Spanische auf den Großen Antillen viele Anglizismen gekommen. Teilweise wurden sie schon vom Spanischen auf der iberischen Halbinsel übernommen (z. B. coctél – Cocktail, chequear – überprüfen u. v. m.), doch jedes Land hat auch seine eigenen Entlehnungen aus dem Englischen.
Hier einige Beispiele für Anglizismen, die auf den Großen Antillen gebräuchlich sind:

##### Kuba
bisnes – von engl. business, span. negocio (dt. Geschäfte)
cake [keɪ(g)] – von engl. cake, span. pastel, tarta (Kuchen, Torte)
cel – von engl. cellphone (Abkürzung cel) oder span. cellular (Handy)
chatear – für chat (quatschen, sich unterhalten)
chor – von engl. shorts, span. pantalones cortos (kurze Hosen)
choping – von engl. shopping, span. ir de compras (einkaufen)
estar high – von engl. to be high, span. estar colocado/colocada (high sein, unter Drogeneinfluss stehen)
ful – von engl. full, span. lleno/llena (voll)
sandwich – ersetzt bocadillo, emparedado (Sandwich)

##### Dominikanische Republik
bufear – von engl. goof (dt. herumspaßen)
chol – von engl. shorts, span. pantalones cortos (kurze Hosen)
guachiman – von engl. watchman, span. guárdian (Wachmann)
poloche – von engl. polo shirt, span. camiseta de jugar polo (Polohemd)
seibó – von engl. savebox (Ausdruck für Geschirrschrank)
teipi – von engl. tape, span. cinte adhesiva (Klebestreifen)
zipper – ersetzt span. cremallera (Reißverschluss)

##### Puerto Rico
cel – von engl. cellphone (Abkürzung cel) oder span. celular (dt. Handy)
chatear – von engl. chat (quatschen, sich unterhalten)
consumerismo – von engl. consumerism, span. consumismo (Konsumdenken)
empoderar – von engl. empower, span. autorizar a alguien (jemanden befähigen oder autorisieren)
estar high – von engl. to be high, span. estar colocado/colocada (high sein, unter Drogeneinfluss stehen)
flashlight – ersetzt linterna (Taschenlampe)
llamar para atrás – von engl. call back, span. volver a llamar (zurückrufen)
printear – von engl. print, span. imprimir (ausdrucken)
suplidores – von engl. suppliers, span. proveedores (Lieferanten)